# ضیاءالدین بن اثیر
ضیاءالدین ابوالفتح، محمّد شیبانی شهرت‌یافته به ضیاءالدین بن اثیر همچنین ابن اثیر جَزَری (۱۱۶۵–۱۲۴۰م) ادیب، زبان‌شناس، نویسنده و شاعر عراقی بود که به‌ویژه در برای اثرش المثل السائر آوازه دارد.

## زندگی
در سال ۱۱۶۵م/ ۵۵۸ق در جزیره ابن عمر، کردستان ترکیه کنونی  زاده شد و همان‌جا پرورش یافت. برای تحصیل همراه پدرش به موصل رفت. قرآن و احادیث را از حفظ نمود، همچنین زبان‌شناسی (نحو و علم لغت) و علوم ادبی (علم بیان) و بسیاری از اشعار را آموخت. بیشتر اهتمامش به اشعار ابوتمام، بحتری و متنبی بود.
در ۵۸۷ق با کمک قاضی فاضل به صلاح‌الدین ایوبی پیوست. پنج‌ماه در خدمت دولت او بود و سپس به نزد نورالدین، فرزند صلاح‌الدین رفت. زندگی او پس از این انتقال‌های بسیاری داشت. او رئیس دیوان آشنا در موصل شد. ضیاءالدین در جمادی‌الاول ۶۳۷ق در بغداد درگذشت.

## آثار
- الوشی المرقوم فی حل المنظوم
- المثل السائر فی ادب الکاتب و الشاعر
- کتاب المعانی المخترعة فی صناعة الإنشاء
- دیوان ترسّل
- مؤنس الوحدة
- المفتاح المنشا فی صناعة الإنشا